# 舒安娜
舒安娜（1954年—），土家族，中华人民共和国政治人物、第十一届全国政协委员。
加入九三学社，担任九三学社河南委省副主委、郑州市委主委、郑州市政协副主席。2008年，当选第十一届全国政协委员，代表农业界，分入第三十九组。